# Geminus
Geminus van Rhodos (Oudgrieks: Γεμῖνος ὁ Ῥόδιος), was een Grieks astronoom en wiskundige, die zijn bloeitijd kende in de 1e eeuw v.Chr. Een van zijn astronomische werken, de Inleiding in de astronomie, is overgeleverd. Hij heeft ook geschreven over wiskunde, maar van die werken zijn alleen fragmenten overgeleverd bij andere auteurs.

## Leven
Er is niets bekend over het leven van Geminus. Het is niet eens zeker dat hij is geboren op Rhodos, maar verwijzingen naar bergen op Rhodos in zijn astronomische werken lijken er op te wijzen dat hij daar heeft gewerkt. Ook zijn geboorte- en sterfdata zijn niet met zekerheid vast te stellen. Data in zijn werken die verwijzen naar het Annus Vagus van de Egyptische kalender van 120 jaar vóór Geminus, zijn gebruikt om een datering van ca. 70 v.Chr. vast te stellen voor die werken. Dit zou overeenkomen met het idee dat hij een leerling van Posidonius is geweest, maar een datering van ca. 50 n. Chr. wordt ook wel genoemd.

## Astronomie
Het enige werk van Geminus dat is overgeleverd is de Inleiding in de astronomie (Grieks: Εἰσαγωγὴ εἰς τὰ Φαινόμενα). In dit werk, dat gebaseerd is op de werken van eerdere astronomen als Hipparchus, beschrijft Geminus de dierenriem, de beweging van de zon, de sterrenbeelden, de hemelbol, dagen en nachten, de opgangen en ondergangen van de sterrenbeelden van de dierenriem, lunisolaire periodes en hun toepassing in kalenders, schijngestalten, eclipsen, de verschillende zones op aarde en geografische plaatsen, en de onzin van het voorspellen van het weer aan de hand van de sterren.
Hij heeft ook een commentaar geschreven op Posidonius' Meteorologica. Fragmenten van dit commentaar zijn overgeleverd door Simplicius in zijn commentaar op Aristoteles' Physica.

## Wiskunde
Geminus heeft ook uitgebreid over wiskunde geschreven, waaronder het uitvoerige Peri tes ton mathematon taxeos (vel theorias). Hoewel dit werk niet is overgeleverd, zijn meerdere fragmenten bewaard in de werken van Proclus, Eutocius, en anderen. Hij verdeelde de wiskunde in twee delen: het Denkbare (Grieks: νοητά) en het Waarneembare (Grieks: αἰσθητά), (ofwel, zuivere wiskunde en toegepaste wiskunde.) In de eerste categorie plaatste hij meetkunde en rekenkunde (inclusief getaltheorie), en in de tweede categorie plaatste hij mechanica, astronomie, optica, geodesie, harmonieleer, en logistiek. Lange fragmenten van zijn werk zijn ook bewaard door Al-Nayrizi in zijn commentaar op Euclides' Elementen.

## Trivia
De krater Geminus op de Maan is naar hem vernoemd.
- Bibsys: 90333829
- Biblioteca Nacional de España: XX1001844
- Bibliothèque nationale de France: cb11904540f (data)
- Catàleg d'autoritats de noms i títols de Catalunya: 981058615897606706
- CiNii: DA01321473
- Gemeinsame Normdatei: 118538357
- International Standard Name Identifier: 0000 0003 8598 4231
- Library of Congress Control Number: no97037977
- Nationale bibliotheek van Australië: 49783297
- Nationale Bibliotheek van Israël: 987007261643605171
- Nederlandse Thesaurus van Auteursnamen: 069606773
- Réseau des bibliothèques de Suisse occidentale: 02-A003286869
- LIBRIS: 55567
- Système universitaire de documentation: 026886774
- Trove: 1495530
- Virtual International Authority File: 250472024
- WorldCat: E39PCjCtRX6FDCmCXPXQtKRWQq